# Instrumentallaut

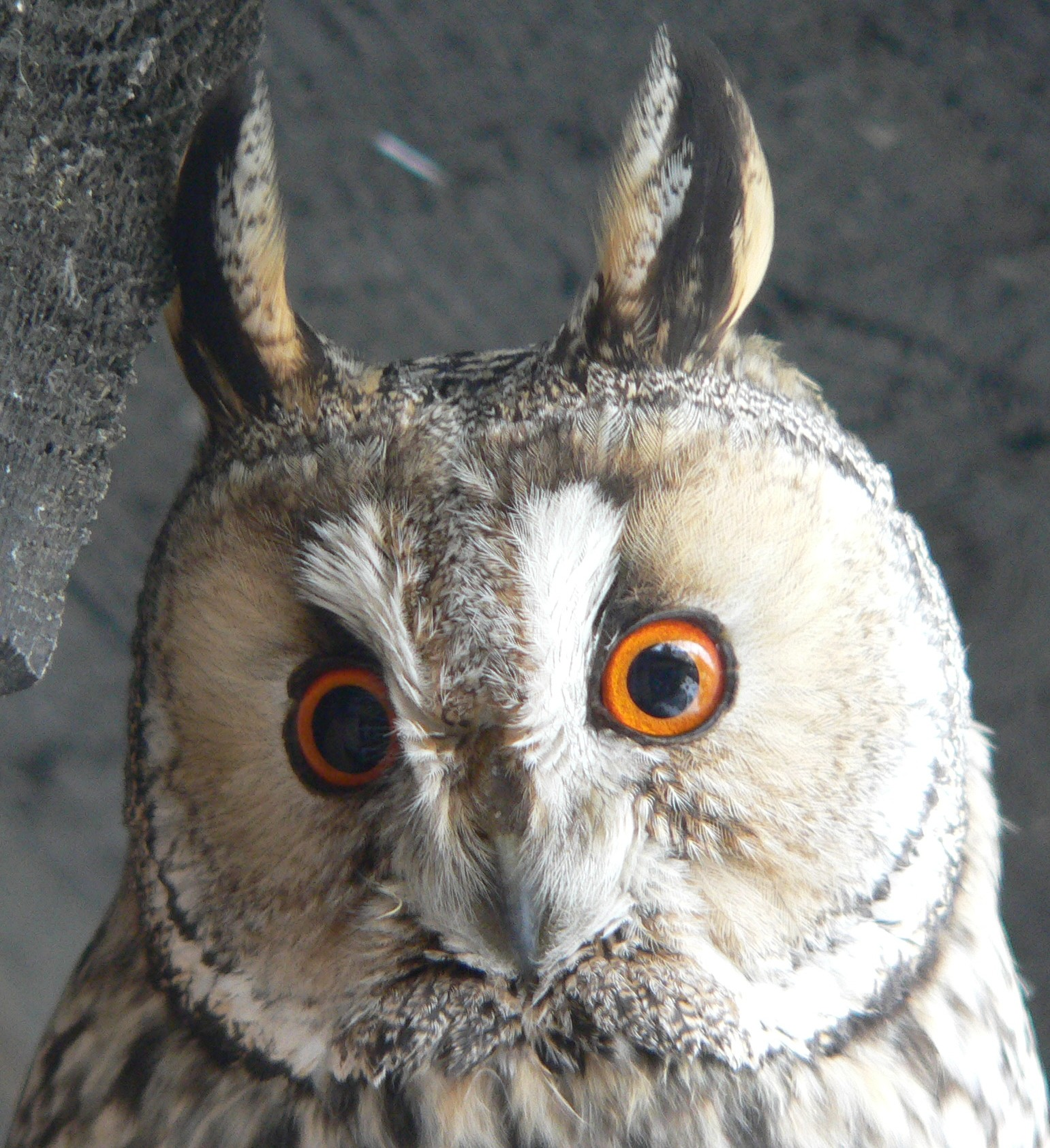
Das Schnabelknappen der Eulen zählt zu den Instrumentallauten

Unter einem Instrumentallaut versteht man in der Vogelkunde eine Lautäußerung, die nicht durch den Stimmapparat des Vogels erzeugt wird. Teils werden die Laute unter Zuhilfenahme nicht körpereigener Objekte erzeugt, beispielsweise wenn Enten mit den Flügeln auf die Oberfläche von Wasser schlagen. 
Dazu gehören unter anderem 
- das Schnabelklappern einiger Störche,
- das Schnabelknappen vieler Vögel, besonders aber Eulen,
- die Perkussionslaute (z. B. das Trommeln) der Spechte,
- bestimmte Flügelgeräusche wie das Flügelklatschen der Türkentaube oder vieler Ziegenmelker, das pfeifende Fluggeräusch der Schallschwingentauben, das Flügelklappern der Baumklapperlerche (Mirafra ruficinnamomea) oder das Flügelburren vieler Hühnervögel wie Chukar-, Hasel- oder Rothuhn und schließlich auch
- Federgeräusche wie das 'Meckern' der Bekassine, oder Flügelrasseln von einigen Höhlenbrütern, insbesondere von Spechten.